# František Celerýn
František Celerýn, též František Xaver Celerin (16. října 1824 Jindřichovice – 20. prosince 1892 Horažďovice ), byl rakouský politik české národnosti z Čech, poslanec Českého zemského sněmu a starosta Horažďovic; badatel v oboru botaniky, autor rozsáhlého herbáře.

## Biografie
Působil jako měšťan v Horažďovicích. Pocházel z rodiny sušického měšťana Antonína Celerina, který se později přestěhoval do Horažďovic a koupil tamní Podbranský mlýn. František po dokončení středoškolských studií převzal vedení rodinného mlýna. V roce 1845 se jeho manželkou stala Božena Juříčková. Měli dceru Boženu, která se provdala za horažďovického fotografa a člena obecního zastupitelstva Karla Jiříčka.
František Celerýn byl aktivní v místní politice. Od 50. let 19. století zastával úřad starosty města. V 60. letech 19. století byl navíc i okresní starosta. Funkci obecního starosty zastával do roku 1870. Byl činný v Pěveckém spolku Prácheň a ve Sboru dobrovolných hasičů. 15. května 1868 oficiálně v Praze odevzdával kámen z Práchně pro stavbu Národního divadla.
V 60. letech se krátce zapojil i do vysoké politiky. V doplňovacích zemských volbách v září 1869 byl zvolen na Český zemský sněm, kde zastupoval kurii venkovských obcí, obvod Strakonice, Horažďovice. Nahradil Emanuela Tonnera, který nemohl kandidovat kvůli svému odsouzení a ztrátě volitelnosti. Šlo ale jen o manifestační volbu, protože čeští poslanci (Národní strana, staročeská) tehdy praktikovali politiku pasivní rezistence, tedy bojkotu zemského sněmu. Mandát na sněmu Celerýn nevykonával a již v říjnu 1869 byl prohlášen za vystouplého.
Po konci svého mandátu v zemském sněmu se odstěhoval z Horažďovic i s rodinou a po osm let žil ve Vídni. Po návratu do Horažďovic se snažil o návrat do komunální politiky, ještě v roce 1889 byl zvolen do zastupitelstva. Počátkem 90. let odešel z veřejného života. Věnoval se botanickému průzkumu vápencových lomů a lesů, luk a pastvin v okolí Horažďovic. Vyhotovil rozsáhlý pětidílný herbář květeny Horažďovicka. Roku 1888 objevil na vrchu Prácheň růži Sherardovu a v anglickém parku na Ostrově pryskyřník Stevenův. Herbář, který roku 1890 daroval místním měšťanským školám, prošel v roce 2009 renovací a digitalizací. Posudky odborníků z Katedry botaniky Univerzity Karlovy v Praze a restaurátorského oddělení Národní knihovny ČR ho ocenily jako unikátní a hodnotné dílo.